# Iltud
Iltud, anche Illtyd, Eltut e Hildutus (480 circa – 540 circa), è stato un abate britanno, venerato come santo dalla Chiesa cattolica.
Era figlio del principe bretone Bican e di Rieniguilida (sorella di Emyr Llydaw) e pronipote di san Germano, vescovo di Auxerre, morì agli inizi del VI secolo. Venerato come santo dalla Chiesa cattolica, fu fondatore e abate del monastero di Llanilltud Fawr (Llantwit Major).

## Biografia
Dopo aver studiato presso lo zio, Garmon (poi vescovo di Manaw), Illtud scelse la vita militare. 
Secondo la tradizione, fu al servizio del cugino, re Artù. Entrò poi a far parte della guardia reale di re Pawl del Penychen (Galles), trasferendosi nella capitale Nant Pawl. Dopo un incontro con san Cadog nel Glamorgan, Illtud si convertì e si fece monaco. Si pensa che sia stato ordinato da san Dubricio, vescovo di Llandaff. Con l'aiuto di un capo tribù del Glamorgan, Meirchon (o secondo altri di san Dyfrig), costruì una chiesa e un monastero, che divenne una delle tre grandi scuole monastiche nella diocesi di Llandaff. 
Tra i suoi studenti ci furono san Gildas, san Sansone e san Maglorio, le cui vite, scritte attorno al 600 (Acta SS. Ordinis S. Benedicti, Venezia, 1733), costituiscono la più antica fonte di notizie su Illtud. Ed è proprio secondo queste agiografie che il monastero era situato su un'isola che sarebbe stata "miracolosamente" riunita alla terra grazie alla sua intercessione: Llantilllyd Fawr (forma gallese per Llantwit Major, nel Glamorgan). Questa storia potrebbe in realtà essere stata ispirata dal fatto che Illtud aveva conoscenze nel campo dell'agricoltura e che quindi, si suppone, avrebbe introdotto tra i gallesi nuove tecniche che permisero loro di strappare terre al mare.
Morì attorno al 540 e secondo alcuni le sue reliquie sarebbero custodite nella chiesa di Llanilltud Fawr. Secondo altri, la sua tomba si troverebbe in un luogo vicino alla cappella a lui dedicata nel Brecknockshire, chiamata Bedd Gwyl Illtyd.
Molte chiese gallesi sono comunque dedicate a lui, mentre il suo monastero, che si pensa abbia contenuto centinaia di monaci, fu uno dei più influenti nel Galles meridionale.  
La sua festa liturgica cade il 6 novembre.

## La Vita di Illtud
Sarebbe stato discepolo di Germano d'Auxerre, che fu il britanno più erudito negli studi sulle Sacre Scritture e sulla filosofia e che fu abate del monastero di Glamorgan. La Vita di Illtud, piena di leggende inverosimili, fu scritta attorno al 1140. È quindi difficile dire quali e quanti siano i fatti reali della sua esistenza o quali contengano nuclei di veridicità.